# Zenkeria sebastinei
Zenkeria sebastinei là một loài thực vật có hoa trong họ Hòa thảo. Loài này được A.N.Henry & Chandrab. miêu tả khoa học đầu tiên năm 1976.